# Кобра (фильм, 1986)
«Кобра» (англ. Cobra) — кинофильм режиссёра Джорджа Пан Косматоса. Снят по мотивам романа Паулы Гослинг Fair Game. В 1995 году вышла его одноимённая экранизация.

## Сюжет
Фильм начинается с пролога, в котором озвучивается мрачная статистика преступлений в США (каждые 11 секунд — кража со взломом, каждые 65 секунд — вооруженное ограбление, каждые 25 секунд — преступления, связанные с насилием, каждые 24 минуты — убийство, 250 изнасилований в день) и показывается логово необычных преступников — банды служителей культа насилия, которые стучат топором об топор, исполняя странный ритуал. Банду возглавляет Найт Слэшер (Брайан Томпсон).
Один из членов банды (Марко Родригес) захватывает супермаркет в Лос-Анджелесе. При захвате он убивает подростка. Полиция понимает, что не в силах справиться с ним. Тогда детектив Монт (Эндрю Робинсон) приказывает вызвать оперативника — профессионала в ликвидации преступников — лейтенанта Ма́риона Кобретти (Сильвестр Сталлоне) по прозвищу Кобра. Тем временем бандит угрожает взорвать магазин. Кобра врывается туда и, после коротких неудавшихся переговоров, убивает преступника со словами: «Ты болезнь — а я лекарство». На выходе из супермаркета Кобретти встречают репортёры. Один из них выражает недовольство методами Кобретти — он считает, что даже у психопатов есть права. Тогда Кобретти тащит репортёра к телу убитого подростка и, указывая на него, говорит: «Скажи это его семье!»
Спустя некоторое время три бандита во главе с Найтом Слэшером убивают женщину, а на следующую ночь ещё одну. При совершении второго убийства Слэшера замечает случайно проезжавшая мимо фотомодель Ингрид (Бригитта Нильсен). Пока Кобра и его напарник, Тони Гонсалес (Рени Сантони), ищут следы убийц по всему городу, Слэшер со своими сообщниками выслеживает Ингрид после фотосессии и нападает на неё. Он убивает одного из её поклонников и её менеджера (Дэвид Раш). Саму Ингрид от неминуемой смерти спасает лишь случайно вышедший охранник, который принёс её забытую сумку. Он погибает, но Ингрид успевает убежать и спрятаться под мостом, и преступники не находят её. Ингрид забирает машину скорой помощи, в больнице её допрашивают Кобра и Гонсалес. Она обещает опознать главаря банды. Слэшер решает нанести визит в больницу, но ему снова не удаётся убить Ингрид. Тогда Кобра решает увезти её на север Калифорнии.
В пути они снова сталкиваются с преследующими её бандитами. Кобретти удаётся отразить нападение. Они останавливаются на ночь в отеле. Кобра и Ингрид влюбляются друг в друга. Утром к отелю подъезжают новые бандиты, которых вывела на след беглецов сержант полиции Нэнси Сталк (Ли Гарлингтон), также являющаяся членом банды. Кобра отстреливается, убивает многих нападавших, но преступников слишком много. Гонсалес ранен. Ингрид и Кобретти пытаются скрыться на близлежащем заводе. Ингрид просит помощи у охранника, но Сталк убивает его. Кобра устраивает на заводе ещё одну перестрелку и убивает всех оставшихся бандитов кроме Слэшера. Слэшер, достав нож, заявляет, что их банда не психопаты, а охотники, которые убивают слабых, чтобы выжили сильные, тем самым создавая «новый мир» — мир для сильных. Кобра сталкивается со Слэшером лицом к лицу. Слэшер напоминает ему о законе и о том, что он должен арестовать его, а не убить. Кобра отвечает просто: «Здесь нет закона. Здесь только я». Убийству помешала раненая Сталк, которая бросается на Кобру. В этот момент Слэшер стреляет в Кобру, но Сталк оказывается на пути пули и погибает. Кобра сходится со Слэшером в заключительной рукопашной схватке, насаживает его на крюк, и тот со страшными воплями прямо на крюке отправляется в заводскую печь. Затем Ингрид и Кобру находит полиция. Монт пытается помириться с Кобретти, но тот лишь бьёт его по лицу за его снисходительность к преступникам. Кобра садится на мотоцикл и уезжает вместе с Ингрид.

## В ролях
| Актёр              | Роль                                    |
| ------------------ | --------------------------------------- |
| Сильвестр Сталлоне | лейтенант Мэрион «Кобра» Кобретти       |
| Бригитта Нильсен   | Ингрид Кнудсен                          |
| Эндрю Робинсон     | детектив Монт                           |
| Ли Гарлингтон      | Нэнси Сталк                             |
| Рени Сантони       | сержант Гонсалес                        |
| Брайан Томпсон     | лидер культа серийных убийц Найт Слэшер |
| Марко Родригес     | психопат в супермаркете                 |

## Саундтрек
| №   | Название                  | Музыка                                | Длительность |
| --- | ------------------------- | ------------------------------------- | ------------ |
| 1.  | «Voice of America's Sons» | John Cafferty & The Beaver Brown Band |              |
| 2.  | «Feel the Heat»           | Jean Beauvoir                         |              |
| 3.  | «Loving on Borrowed Time» | Brian Short                           |              |
| 4.  | «Skyline»                 | Sylvester Levay                       |              |
| 5.  | «Hold on to Your Vision»  | Gary Wright                           |              |
| 6.  | «Suave»                   | Miami Sound Machine                   |              |
| 7.  | «Cobra»                   | Sylvester Levay                       |              |
| 8.  | «Angel of the City»       | Robert Tepper                         |              |
| 9.  | «Chase»                   | Sylvester Levay                       |              |
| 10. | «Two into One»            | Bill Medley & Carmen Twillie          |              |

## Отзывы и критика
Обозреватели в своём большинстве восприняли появление «Кобры» отрицательно. Американский еженедельник TV Guide назвал персонажа Сталлоне «пустым верзилой», а редкие попытки показать его истинную сущность — «совершенно смехотворными». Киновед Сергей Кудрявцев похвалил монтаж в стиле видеоклипов, необычные ракурсы и странное освещение, но в целом удостоил картину отрицательной рецензии, отметив отсутствие реалистичности: «Выдуманная жизнь Америки вытесняет в сознании зрителей её реальный облик, заставляя поверить в новую мифологию о городском ковбое с супероружием в руках». Фильм, по его мнению, представляет собой «страшную сказку для инфантильных взрослых, по-прежнему уповающих на неких суперменов, которые избавят мир от зла».
«Кобра» номинировалась на премию «Золотая малина» в таких категориях как худший фильм, худший актёр (Сильвестр Сталлоне), худшая актриса (Бригитта Нильсен), худший актёр второго плана и худший дебют (обе Брайан Томпсон), худший сценарий. При этом с коммерческой точки зрения фильм получился сравнительно успешным, при бюджете в 25 млн долларов общие кассовые сборы составили 49 млн, в частности, уже на первой неделе после выхода он выбился в лидеры проката.

## Съёмки
- Пистолет-пулемёт Кобретти — финский Jatimatic.[4]
- Автомобиль Кобретти — Mercury Eight Monterey третьего поколения (1949—1951 г.в.), выполненный в стиле Lead Sled. В съёмках участвовало 4 автомобиля: два 1949 и два 1950 модельного года. После съёмок один из автомобилей 50-го года Сталлоне забрал себе. Спустя девять лет, в 1994 году, машину угнали из его гаража. Через пятнадцать лет, в 2009 году, Сталлоне узнал, что Mercury продан на аукционе некой фирме, обеспечивающей киносъёмки автомобилями, и подал на найденного угонщика, оказавшегося коллекционером антиквариата, в суд с требованием 3 миллионов долларов. Неизвестно, получил ли Сталлоне деньги, однако автомобиль был ему возвращён[5][6][7].